# ピーター・ドイグ
ピーター・ドイグ（Peter Doig、1959年4月17日 - ）は、スコットランド生まれの現代アーティスト。

## 生い立ち
1959年スコットランドに生まれる。運送・貿易会社に勤めていた父の転勤にともない、1962年、一家はカリブ海に浮かぶトリニダード島へ。1966年にはカナダへ移住。ファインアートを学ぶため、1979年、ロンドンに移り、ウィンブルドン・カレッジ・オブ・アート、セントラル・セント・マーチンズ・カレッジ・オブ・アート・アンド・デザイン を経て、チェルシー・カレッジ・オブ・アート・アンド・デザイン にて修士号を取得する。1980年代中頃はモントリオールで活動した。1994年、ターナー賞にノミネートされる。